# 坂本育雄
坂本 育雄（さかもと いくお、1928年 - ）は、日本の文芸評論家。
東京生まれ。慶應義塾大学卒。鶴見大学教授。1999年、定年退任。『民主文学』に依り、広津和郎などを研究、評論。

## 著書
- 鑑賞漱石語録 桜楓社 1980.5
- 日本近代作家の道程 三青社出版部 1984.2
- 広津和郎論考 笠間書院 1988.9 (笠間叢書)
- 夏目漱石 永田書房 1992.10
- 原典でよむ日本近代文学 翰林書房 1993.9
- 日本近代作家の成立 武蔵野書房 1999.4
- 評伝廣津和郎 真正リベラリストの生涯 翰林書房 2001.9
- 廣津和郎研究 翰林書房 2006.9
- 年月のあしあと 続 港の人 2008.9
- 年月のあしあと 3 翰林書房 2010.5